# Geogepa nigropunctata
Geogepa nigropunctata är en fjärilsart som beskrevs av Kawabe 1985. Geogepa nigropunctata ingår i släktet Geogepa och familjen vecklare. Inga underarter finns listade i Catalogue of Life.